# Kattaqo‘rg‘on
Kattaqo‘rg‘on es una localidad de Uzbekistán, en la provincia de Samarcanda.
Se encuentra a una altitud de 482 m sobre el nivel del mar. 

## Demografía
Según estimación 2010 contaba con una población de 94 047 habitantes.